# مسجد سید حسین
مسجد سید حسین مربوط به دوره قاجار است و در ابرکوه، میدان امام حسین، خیابان شهید باهنر، کوچه بافت قدیم، جنب حسینیه دروازه میدان واقع شده و این اثر در تاریخ ۷ اسفند ۱۳۸۶ با شمارهٔ ثبت ۲۱۶۸۶ به‌عنوان یکی از آثار ملی ایران به ثبت رسیده است.